# Gunda Niemann-Stirnemann
Gunda Niemann-Stirnemann z domu Kleeman, 1° voto Niemann (ur. 7 września 1966 w Sondershausen) – niemiecka łyżwiarka szybka, wielokrotna medalistka olimpijska, wielokrotna medalistka mistrzostw świata i Europy oraz wielokrotna zdobywczyni Pucharu Świata.

## Kariera sportowa
Do Zjednoczenia Niemiec reprezentowała barwy NRD. Startowała na dystansach 1500 m, 3000 m i 5000 m, odnosząc największe sukcesy na dwóch ostatnich. Pierwszy sukces w karierze osiągnęła w 1988 roku, kiedy zdobyła srebrny medal podczas mistrzostw Europy w Kongsbergu. W zawodach tych wyprzedziła ją jedynie jej rodaczka, Andrea Ehrig-Mitscherlich, a trzecie miejsce zajęła Yvonne van Gennip z Holandii. Srebrne medale zdobyła także na rozgrywanych dziewięć lat później mistrzostwach Europy w Heerenveen, ulegając Holenderce Tonny de Jong oraz na mistrzostwach Europy w Hamar w 2000 roku, plasując się za Anni Friesinger. Ponadto zwyciężała podczas ME w Berlinie (1989), ME w Heerenveen (1990), ME w Sarajewie (1991), ME w Heerenveen (1992), ME w Hamar (1994), ME w Heerenveen (1995), ME w Heerenveen (1996) oraz ME w Baselga di Pinè (2001).
W 1988 roku wzięła udział w igrzyskach olimpijskich w Calgary, startując na dystansach 1500 i 5000 m. W obu biegach zajęła siódme miejsce, pomimo tego, że w dłuższym z biegów wywróciła się. Na rozgrywanych cztery lata później igrzyskach w Albertville zdobywała medale we wszystkich swoich startach. W swoim pierwszym występie, biegu na 3000 m, zdobyła złoty medal, wyprzedzając bezpośrednio swą rodaczkę Heike Warnicke oraz reprezentującą Austrię Emese Hunyady. Trzy dni później zdobyła srebrny medal na dwukrotnie krótszym dystansie, rozdzielając na podium Jacqueline Börner oraz Japonkę Seiko Hashimoto. Złoty medal zdobyła także na dystansie 5000 m, na podium stanęły oprócz niej jeszcze dwie Niemki: Heike Warnicke i Claudia Pechstein. Starty na igrzyskach olimpijskich w Lillehammer w 1994 roku rozpoczęła od upadku i dyskwalifikacji w biegu na 3000 m. Następnie zajęła trzecie miejsce na 1500 m, przegrywając tylko z Emese Hunyady i Rosjanką Swietłaną Fiedotkiną. Na koniec wywalczyła srebrny medal w biegu na 5000 m, plasując się za Claudią Pechstein, a przed Hiromi Yamamoto z Japonii. Brała także udział w igrzyskach w Nagano w 1998 roku, zdobywając trzy medale w trzech startach. W biegu na 3000 m była najlepsza, a na dystansach 1500 m i 5000 m zajmowała drugie miejsce. W najkrótszym biegu lepsza okazała się Holenderka Marianne Timmer, a w najdłuższym pokonała ją Claudia Pechstein.
Wielokrotnie zdobywała medale mistrzostw świata w wieloboju, w tym aż osiem złotych: na MŚ w Hamar (1991), MŚ w Heerenveen (1992), MŚ w Berlinie (1993), MŚ w Baselga di Pinè (1995), MŚ w Inzell (1996), MŚ w Nagano (1997), MŚ w Heerenveen (1998) oraz MŚ w Hamar (1999). Zdobyła też srebrny medal na wielobojowych mistrzostwach świata w Milwaukee w 2000 roku, gdzie przegrała tylko z Claudią Pechstein. W 1996 roku zwyciężyła również w biegu na 3000 m podczas dystansowych mistrzostw świata w Hamar. Najlepsze wyniki osiągnęła na mistrzostwach świata w Warszawie w 1997 roku, gdzie była pierwsza na dystansach 1500 m, 3000 m i 5000 m. Po trzy medale zdobywała także podczas mistrzostw świata w Calgary w 1998 roku oraz rozgrywanych rok później mistrzostw świata w Heerenveen. Na obu tych imprezach była druga na 1500 m, a na dystansach 3000 i 5000 m zwyciężała. Kolejne dwa medale zdobyła na mistrzostwach świata w Nagano w 2000 roku, gdzie była najlepsza na 5000 m oraz druga za Claudią Pechstein w biegu na 3000 m. Ostatnie trofea wywalczyła na rozgrywanych w 2001 roku dystansowych mistrzostwach świata w Salt Lake City, gdzie zwyciężała w biegach na 3000 m i 5000 m.
Wielokrotnie stawała na podium zawodów Pucharu Świata, odnosząc przy tym 98. zwycięstw. Czyni to ją najbardziej utytułowaną zawodniczką w historii Pucharu Świata. W sezonach 1990/1991, 1991/1992, 1992/1993, 1994/1995, 1995/1996, 1996/1997, 1997/1998, 1998/1999 i 1999/2000 zwyciężała w klasyfikacji końcowej 1500 m, w sezonach 1993/1994 i 2000/2001 była druga, a sezon 1988/1989 zakończyła na trzeciej pozycji. Ponadto w sezonach 1989/1990, 1991/1992, 1992/1993, 1993/1994, 1994/1995, 1995/1996, 1997/1998, 1998/1999, 1999/2000 i 2000/2001 zwyciężała również w klasyfikacji końcowej 3000 m/5000 m, a w sezonach 1990/1991 i 1996/1997 zajmowała drugie miejsce. Łącznie dziewiętnaście  razy triumfowała w klasyfikacjach końcowych PŚ, co jest najlepszym wynikiem w historii.
W 2001 roku Niemann-Stirnemann przerwała karierę sportową na czas ciąży. Wróciła do rywalizacji, zdobywając w 2004 roku mistrzostwo Niemiec na 5000 m i brązowy medal na 3000 m. Planowała wziąć udział w igrzyskach olimpijskich w Turynie, jednak przeszkodziła jej w tym kontuzja pleców, z którą borykała się od sezonu 2004/2005. W październiku 2005 roku zakończyła karierę.
Była wielokrotną mistrzynią Niemiec. W latach 1995–1997 zdobywała Nagrodę Oscara Mathisena.
W Erfurcie znajduje się hala sportowa Gunda-Niemann-Stirnemann-Halle.

## Osiągnięcia

### Zimowe igrzyska olimpijskie
|                             | dystans | 1988 | 1992   | 1994   | 1998   |
| --------------------------- | ------- | ---- | ------ | ------ | ------ |
| Zimowe Igrzyska Olimpijskie | 1500 m  | 7.   | srebro | brąz   | srebro |
| Zimowe Igrzyska Olimpijskie | 3000 m  |      | złoto  |        | złoto  |
| Zimowe Igrzyska Olimpijskie | 5000 m  | 7.   | złoto  | srebro | srebro |

### Mistrzostwa świata na dystansach
|                                  | dystans | 1996  | 1997  | 1998   | 1999   | 2000   | 2001  | 2004 |
| -------------------------------- | ------- | ----- | ----- | ------ | ------ | ------ | ----- | ---- |
| Mistrzostwa świata na dystansach | 1500 m  |       | złoto | srebro | srebro |        |       |      |
| Mistrzostwa świata na dystansach | 3000 m  | złoto | złoto | złoto  | złoto  | srebro | złoto | 5.   |
| Mistrzostwa świata na dystansach | 5000 m  |       | złoto | złoto  | złoto  | złoto  | złoto | 4.   |

### Mistrzostwa świata w wieloboju
|                                | 1989   | 1990 | 1991  | 1992  | 1993  | 1995  | 1996  | 1997  | 1998  | 1999  | 2000   | 2001 |
| ------------------------------ | ------ | ---- | ----- | ----- | ----- | ----- | ----- | ----- | ----- | ----- | ------ | ---- |
| Mistrzostwa świata w wieloboju | srebro | DSQ  | złoto | złoto | złoto | złoto | złoto | złoto | złoto | złoto | srebro | DSQ  |

### Mistrzostwa Europy w wieloboju
|                                | 1988   | 1989  | 1990  | 1991  | 1992  | 1993 | 1994  | 1995  | 1996  | 1997   | 1999 | 2000   | 2001  |
| ------------------------------ | ------ | ----- | ----- | ----- | ----- | ---- | ----- | ----- | ----- | ------ | ---- | ------ | ----- |
| Mistrzostwa Europy w wieloboju | srebro | złoto | złoto | złoto | złoto | 6.   | złoto | złoto | złoto | srebro | 4.   | srebro | złoto |

### Mistrzostwa Niemiec na dystansach
|                                   | dystans | 2001  | 2004  |
| --------------------------------- | ------- | ----- | ----- |
| Mistrzostwa Niemiec na dystansach | 500 m   | 11.   |       |
| Mistrzostwa Niemiec na dystansach | 1000 m  | 5.    |       |
| Mistrzostwa Niemiec na dystansach | 1500 m  | brąz  |       |
| Mistrzostwa Niemiec na dystansach | 3000 m  | złoto | brąz  |
| Mistrzostwa Niemiec na dystansach | 5000 m  |       | złoto |

### Mistrzostwa Niemiec w wieloboju
|                                 | 1986 | 1993 | 1995  | 1997  | 2000 | 2001  |
| ------------------------------- | ---- | ---- | ----- | ----- | ---- | ----- |
| Mistrzostwa Niemiec w wieloboju | 8.   | DNF  | złoto | złoto | DNF  | złoto |

## Ustanowione rekordy świata
Gunda Niemann-Stirnemann ustanowiła 19 rekordów świata (w tym jeden nieoficjalny).
| Dystans  | Rekord  | Data              | Miejsce        |
| -------- | ------- | ----------------- | -------------- |
| 3000 m   | 4:10,80 | 9 grudnia 1990    | Calgary        |
| 5000 m   | 7:13,29 | 6 grudnia 1993    | Hamar          |
| wielobój | 167,282 | 9 stycznia 1994   | Hamar          |
| 3000 m   | 4:09,32 | 25 marca 1994     | Calgary        |
| 5000 m   | 7:03,26 | 26 marca 1994     | Calgary        |
| wielobój | 165,708 | 16 lutego 1997    | Nagano         |
| 3000 m   | 4:07,80 | 7 grudnia 1997    | Heerenveen     |
| 3000 m   | 4:05,08 | 14 marca 1998     | Heerenveen     |
| wielobój | 163,020 | 15 marca 1998     | Heerenveen     |
| 3000 m   | 4:01,67 | 27 marca 1998     | Calgary        |
| 5000 m   | 6:58,63 | 28 marca 1998     | Calgary        |
| 5000 m   | 6:57,24 | 7 lutego 1999     | Hamar          |
| wielobój | 161,479 | 7 lutego 1999     | Hamar          |
| 5000 m   | 6:56,84 | 16 stycznia 2000  | Hamar          |
| 3000 m   | 4:00,51 | 30 stycznia 2000  | Calgary        |
| 5000 m   | 6:55,34 | 25 listopada 2000 | Heerenveen     |
| 3000 m   | 4:00,26 | 17 lutego 2001    | Hamar          |
| 5000 m   | 6:52,44 | 10 marca 2001     | Salt Lake City |

## Rekordy życiowe
Ostatnia kolumna (RŚ) zawiera oficjalne rekordy świata, obowiązujące w momencie ustanawiania przez Niemann-Stirnemann rekordów życiowych.
| Dystans              | Rekord   | Data              | Miejsce         | RŚ      |
| -------------------- | -------- | ----------------- | --------------- | ------- |
| 500 m                | 40,34    | 6 lutego 1999     | Hamar           | 37,55   |
| 1000 m               | 1:20,57  | 13 listopada 2000 | Berlin          | 1:14,61 |
| 1500 m               | 1:55,62  | 4 marca 2001      | Calgary         | 1:55,50 |
| 3000 m               | 4:00,26  | 17 lutego 2001    | Hamar           | 4:00,51 |
| 5000 m               | 6:52,44  | 10 marca 2001     | Salt Lake City  | 6:55,34 |
| 10000 m              | 14:22,60 | 27 marca 1994     | Calgary         | brak    |
| wielobój duży        | 161,479  | 7 lutego 1999     | Hamar           | 163,020 |
| wielobój mały        | 169,385  | 6 lutego 1994     | Baselga di Piné | 166,682 |
| wielobój sprinterski | 165,255  | 17 stycznia 1999  | Collalbo        | 151,690 |

## Życie prywatne
Gunda Kleemann urodziła się w Sondershausen, jednak wiele lat spędziła w Erfurcie. Gdy w 1991 roku poślubiła niemieckiego judokę Detleva Niemanna, przyjęła nazwisko Gunda Niemann-Kleemann. Po rozwodzie cztery lata później pozostała przy nazwisku Niemann. W 1997 roku ponownie wzięła ślub. Wyszła za swojego długoletniego menedżera, Szwajcara Oliviera Stirnemanna, przyjmując nazwisko Gunda Niemann-Stirnemann.
Znana jest pod nazwiskami: Gunda Kleemann (1987–1991), Gunda Niemann-Kleemann (1991–1997), Gunda Niemann-Stirnemann (od 1997).